# Massacre de Wormhout
Le massacre dit de Wormhout ou massacre de la Plaine au Bois est un crime de guerre perpétré par la Waffen-SS envers 80 prisonniers de guerre français et britanniques durant la bataille de France en mai 1940. Il s'est déroulé en réalité sur le territoire d'Esquelbecq.

## Combats
Durant la retraite du corps expéditionnaire britannique vers Dunkerque, la 48th Division (en) tenait la route qui va de Bergues à Hazebrouck via Wormhout et Cassel pour retarder l'avance allemande. Faute de munitions et d'appui blindé, les unités britanniques à Wormhout, ainsi que celles réparties à Ledringhem et à Esquelbecq, furent débordées par l'avancée des soldats allemands, la Leibstandarte Adolf Hitler, régiment SS appuyée par des blindés du 3e Panzer-Regiment. Ayant épuisé toutes leurs munitions, les troupes britanniques se rendirent, pensant être emprisonnées en respect de la convention de Genève.

## Massacre
Après leur reddition, les soldats du second bataillon du Royal Warwickshire Regiment (en), du Cheshire Regiment (en), et de la Royal Artillery ainsi qu'un militaire français responsable d'un dépôt militaire sont emmenés dans une grange de La Plaine au Bois près de Wormhout à Esquelbecq, le 28 mai 1940. Les troupes alliées s'inquiètent de plus en plus du comportement brutal des soldats SS lors du trajet vers la grange, avec la fusillade d'un certain nombre de traînards blessés. Arrivé à la grange, un officier britannique, le capitaine J.F. Lynn Allen, proteste mais il est immédiatement réprimandé par un soldat SS. L'officier est ensuite tué.
Une fois la centaine d'hommes entrés dans la grange, les soldats du 2e bataillon du régiment SS Leibstandarte Adolf Hitler lancent des grenades à main dans le bâtiment tuant et blessant un grand nombre d'occupants. Les projectiles ne tuent pas tout le monde, en grande partie grâce au courage de deux sous-officiers britanniques, le sergent Moore et le CSM (en) Jennings, qui se sacrifient pour faire écran à l'explosion et aux éclats avec leur corps. Après s'être rendu compte qu'il y avait des survivants, les SS demandent à deux groupes de cinq personnes de sortir. Les hommes sortent et sont abattus. Le Gunner Brian Fahey survit à ces tirs sans que les SS ne le sachent à ce moment-là. Quand les SS exigent qu'un troisième groupe de prisonniers sorte pour être exécutés, les britanniques refusent de sortir. C'est alors que les SS tirent dans la grange avec leurs armes.
Quelques soldats britanniques réussissent cependant  à s'échapper alors que quelques autres, comme Fahey, sont laissés pour morts. Quatre-vingt hommes sont tués dans ce massacre. Après quelques jours, Fahey et d'autres sont découverts par des soldats de la Wehrmacht qui ratissent le terrain à la recherche de tués ou blessés. Les survivants sont alors conduits dans un hôpital. Ils sont soignés avant d'être envoyés dans un camp de prisonniers en Europe occupée. Certains d'entre eux, grands mutilés, seront rendus à leur pays avant le terme de la guerre.

## Suites
Le régiment SS Leibstandarte Adolf Hitler était sous le commandement de l’Obergruppenführer Sepp Dietrich qui a prétexté que, réfugié plusieurs heures dans un fossé entre Esquelbecq et Wormhout avec Max Wünsche, il n'avait pas pu donner l'ordre d'exécution. D'après des témoignages après la guerre, les soldats auteurs du massacre appartenaient au second bataillon sous le commandement de l'Hauptsturmführer Wilhelm Mohnke. Cependant Mohnke qui était prisonnier des Soviétiques jusqu'en 1955, n'a jamais été jugé pour sa participation présumée à un crime de guerre lors de cette tuerie hors de combat. Mohnke a fortement nié les accusations, racontant à l'historien Thomas Fischer « Je n'ai pas ordonné de faire prisonniers des Anglais ni de faire exécuter des prisonniers. » Mohnke est mort en août 2001.
En 1947, certains survivants du massacre retournent sur les lieux accompagnés de membres de la War Crimes Interrogation Unit, l'enquête est dirigée par le bureau du Judge Advocate General (en). Il s'est avéré impossible de monter un dossier suffisamment solide pour déclencher des poursuites. Un certain nombre de témoins oculaires présumés sont morts sur le front de l'Est, alors que d'autres ont invoqué le serment SS et ont refusé de parler.
En 1988, après une campagne du parlementaire britannique Jeff Rooker, l'affaire est de nouveau ouverte mais un procureur allemand conclut qu'il n'y a pas assez de preuves pour lancer des poursuites. Des archives allemandes de l'époque, il s'avère que Sepp Dietrich avait été libéré de son fossé avant le massacre et que les meurtres étaient de toute façon de sa responsabilité.

## Bert Evans
Bert Evans est un soldat britannique né le 21 février 1921 à Swansea et mort le 1er octobre 2013, à Birmingham. Le 28 mai 1940, à Esquelbecq, il s'échappe du massacre et plonge dans une mare pour se sauver. Une fois que tout le monde fut parti, Bert Evans sortit de la mare et s'enfuit à la ferme Bollengier. Durant le trajet, il est à nouveau touché par une balle à l’épaule mais parvient à se réfugier dans une annexe de la ferme avant de recevoir, en cachette, les premiers soins par Solange Bollengier, la fille de l’exploitant devenue depuis la belle-mère de Jean-Michel Devynck, maire d’Esquelbecq jusqu'au 10 août 2015.

## La sauvegarde du site
En 1999, le site du massacre est menacé de destruction. Une première réunion avec MM. Jean Michel Devynck, René Kerckhove, Christian Deblock maires d'Esquelbecq, Wormhout et Ledringhem, Guy Rommelaere (historien), Jack Squire (délégué de la Royal British Legion) décident de créer une association de sauvegarde. Après une première assemblée qui a lieu le 19 janvier 2000, l'assocation est déclarée au Journal officiel. Elle a pour but la sauvegarde du site, l'ouverture du site aux visiteurs et la remise en état des lieux.
Le 7 décembre 2000, l'association devient propriétaire du site (23 442 m²) pour la somme de 28 589 euros. Cette somme a été réunie grâce à la vente du livre de Guy Rommelaere, de l'aide du journal Daily Mail, des communes d'Esquelbecq, Wormhout et Ledringhem, et de dons divers.
Le journal News of the World finance quant à lui la reconstruction de la grange du massacre.